# 2,6-二甲基苯胺
2,6-二甲基苯胺是一种有机化合物，化学式为C6H3(CH3)2NH2。它是二甲基苯胺的同分异构体之一，为无色粘稠液体。.

## 应用
它是杀菌剂甲霜灵和除草剂吡草胺的前驱体。